# ジャパン・プロフェッショナル・バスケットボールリーグ
ジャパン・プロフェッショナル・バスケットボールリーグ（英: Japan Professional Basketball League、略称: B.LEAGUE）は、日本のプロフェッショナルバスケットボールリーグである。

## 概要

### 凡例
- FIBA - 国際バスケットボール連盟
- JBA - 公益財団法人日本バスケットボール協会
- JBL機構 - バスケットボール日本リーグ機構（後の日本バスケットボールリーグ。NBLおよびNBDLの前身）
- NBL - ナショナル・バスケットボール・リーグ
- NBDL - ナショナル・バスケットボール・デベロップメント・リーグ
- bjリーグ（TKbjリーグ） - 日本プロバスケットボールリーグ（ターキッシュ エアラインズ bjリーグ）
- JPBL（B1、B2） - 公益社団法人ジャパン・プロフェッショナル・バスケットボールリーグ
- JBL（B3） - 一般社団法人ジャパン・バスケットボールリーグ
- B1、B2リーグ - Bリーグの1部および2部。
- B3リーグ - Bリーグの直下に位置するリーグ。JBL（B3）が運営する。
- シーズン - 開催年度。「2016-17シーズン」のように、開始年および終了年を併記する。

### 発足までの経緯
日本における男子バスケットボールのトップリーグは、2005年にbjリーグ（TKbjリーグ）がJBAおよびJBL機構から独立する形で発足して以来、2リーグ（NBL・TKbjリーグ）の並立する状態が続いていた。この状況に懸念を示したFIBAが、「トップリーグの統一」「協会の体制および組織の改革」「ユース世代を含めた代表強化体制」の3つが必要であると指摘したが、トップリーグの統合さえ遅々として実現に至らなかった。
2013年12月17日、国際オリンピック委員会（IOC）委員でもあるパトリック・バウマンFIBA専務理事（当時）がJBAに対し、2つのリーグがある状況を早期に改善するよう通告した。現状のままでは、2020年東京五輪の開催国枠を日本代表に付与しない可能性もあるとして、「今回がラストチャンス」と言及した。世界連盟が一国の競技団体に対し、ここまで改革を要求するのは異例の事態であり、東京五輪出場にまで波及する「最後通告」の形となった。これは、FIBA本体も組織改革や大会システムの大幅な変革を進め、バスケットボールのブランド力を高めようとしてきた事の反映であった。
2014年4月、バウマンが再来日した際に回答期限を10月末とした上で、改めてリーグ一元化と協会の内部統制の改善を求めた。同年7月、「新リーグ組織委員会」が発足し、JBA・NBL・bjリーグによる話し合いが続けられたが、期限を過ぎても十分な方向性を示すことはできなかった。同年11月26日、FIBAがJBAの会員資格を無期限停止し、日本代表の国際試合への出場が不可能となった
これを受けて、2015年1月、FIBAは両リーグの統合を含むJBAの諸問題を改革するため、1993年に開幕したJリーグの創設に大きく貢献したJリーグ初代チェアマンの川淵三郎がチェアマン（代表）を務める作業チーム「JAPAN 2024 TASKFORCE」を発足させた。その後、TASKFORCEの主導のもと両リーグの統合を検討した上で、同年4月1日にジャパン・プロフェッショナル・バスケットボールリーグ（JPBL）が設立され、川淵が初代チェアマン（理事長）に就任した。同年8月9日に資格停止処分が解除され、国際試合への出場が可能となった。

### 名称
リーグの名称はBリーグ（ビーリーグ、英: B.LEAGUE）。『Bはシンプルに、バスケのB。「Boys, be ambitious」のbe動詞のBのように、可能性を秘める』として命名された。
ポストシーズンについては2021年より日本生命保険が特別協賛しており、「日本生命 B.LEAGUE FINALS」と称している。
2024-2025シーズンより、りそなホールディングスとシーズンタイトルパートナー契約を締結 し、「りそなグループ B.LEAGUE （2024-25シーズン）」と称している。

### 構造
2部制を採用する（概要は以下の通り）。B3リーグに参加するクラブは、一定の条件を満たせばJPBLへの「準加盟」クラブとして対応する。
| カテゴリ         | クラブ数 （2016-17シーズン） | クラブの形態           | 選手                    | ホームゲーム（主催試合）        |
| ---------------- | ---------------------------- | ---------------------- | ----------------------- | ------------------------------- |
| B1               | 18                           | プロのみ               | アマチュア登録は2名まで | 全体の80%以上を同一の会場で行う |
| B2               | 18                           | プロのみ               | 5名以上をプロ登録する   | 全体の60%以上を同一の会場で行う |
| B3リーグ（参考） | 9                            | プロ・アマチュアの混成 | -                       | -                               |

- クラブライセンス制度（Bリーグクラブライセンス）を採用する[10]。
- 3地区制を採用する[13]。
- 初年度からクラブの昇降格を行う[10][13]。

### 参加条件
2016-17シーズンにB1・B2およびB3リーグへ参加するクラブは2015年3月31日時点でNBL・TKbjリーグ・NBDLのいずれかに所属するクラブから選ばれた。2017-18シーズン以降も、条件を変えたうえで新たに参加するクラブを募集する。
参入にあたっての基準は以下の通り。
| カテゴリ         | ホームアリーナ（本拠地）の収容人数 | 年間売上収入 | ユースチームの保有 |
| ---------------- | ---------------------------------- | ------------ | ------------------ |
| B1               | 5000人以上                         | 1億円以上    | 要                 |
| B2               | 3000人以上                         | 1億円以上    | 要                 |
| B3リーグ（参考） | -                                  | -            | -                  |

- 明確な理念を定める[10]。
- チーム名に地域名を加える[10]。
  - 企業名をチーム名に使用してもよいが、2015-16シーズン[注 4]から引き続き使用する場合、かつクラブの公式文書およびwebサイトで使用する場合に限る[18]。
- ホームタウン（活動地域）を設定する[10]。
- ホームアリーナおよび練習場を確保する[10]。
- ファンクラブや後援会などの支援団体を保有する[10]。
- 債務超過に陥っていない[10]、かつ3期連続で赤字を計上していない[16]。
- ライセンスの有効期間は1年とする。翌シーズンも参加する場合は前年11月末までに申請する[16]。
- 基準を満たさなかったクラブは、成績に関わらずB3リーグに降格する。ただし債務超過または3期連続の赤字の場合は原則としてBリーグからの除名・退会となる[16]。

2018-19シーズンについては、日本社会人バスケットボール連盟の設立に伴い、2017年11月に開催の「日本社会人バスケットボール選手権プレ大会」に出場したクラブを対象としてB3リーグへの参入審査を行う（ただし、和歌山トライアンズについては左記大会の出場有無に関わらず審査対象とする）。2019-20シーズン以後は、日本社会人バスケットボール連盟が推薦したクラブを対象としてB3昇格の審査を行うとしている。
2017-18シーズンより、翌年度シーズンのB1に昇格する場合の案件として、従来の成績面（上位2チームが自動昇格。3位はB1の16位との入れ替え戦）に加え、1試合平均の観客動員が1500人未満である場合はB1昇格権利を喪失（この場合でも次点チームの繰り上げはない）とするルールが定められた。

### 大会方式

#### シーズン開催
B1とB2の大会方式は以下の通り。
レギュラーシーズン（リーグ戦、2017-18シーズンより）
B1とB2はいずれも18クラブを6クラブ×3地区に分ける。
- 地区は、ホームアリーナの所在地を基準とし、
  - 1. 総務省の都道府県コード順
  - 2. 同一都道府県内の市では、東から順
  - 3. 同一の政令指定都市内の政令区では、北から順
  - 4. 上記まで同一の場合は、クラブ名の五十音順

に、1～6番目を東地区、7～12番目を中地区、13～18番目を西地区とする。
以下の組み合わせで各クラブとも60試合のレギュラーシーズンを戦う。
- 自地区のクラブ×6試合（計30試合）
- 他地区の全12クラブ×2試合+6試合（24+6=計30試合）

2016-17シーズンは
- 自地区の3クラブ×8試合+同2クラブ×6試合（24+12=計36試合）
- 他地区の全12クラブ×2試合（計24試合）

で行われた。
毎週末の同一カード・同一会場での2連戦を原則とし、これを1節と数える。この為、一方のホームのみで対戦するカードが発生する。
順位は勝率の高い順、ただし勝率が並んだ場合は以下の順で決定する。
1. 直接対決の勝率
2. 直接対決の得失点差
3. 直接対決の1試合平均得点
4. リーグ戦全日程の得失点差
5. リーグ戦全日程の1試合平均得点
6. 抽選

Bリーグチャンピオンシップ
B1の優勝クラブは以下の8クラブによるプレーオフで決定する。
- 各地区の上位2クラブ（計6クラブ）。
- 各地区の3位以下のうち上位2クラブ（ワイルドカード）。
  - 「-1」・「-2」・「-3」は1位同士・2位同士での順位。

|  | QUARTERFINALS（準々決勝） | QUARTERFINALS（準々決勝） | QUARTERFINALS（準々決勝） | QUARTERFINALS（準々決勝） |   |   | SEMIFINALS（準決勝） | SEMIFINALS（準決勝） | SEMIFINALS（準決勝） | SEMIFINALS（準決勝） |  |  | FINALS（決勝） | FINALS（決勝） |
|  |                           |                           |                           |                           |   |   |                      |                      |                      |                      |  |  |                |                |
|  | 地区1位-1                 |                           |                           | 1                         |   |   |                      |                      |                      |                      |  |  |                |                |
|  | ワイルドカード下位        |                           |                           | 8                         |   |   |                      |                      |                      |                      |  |  |                |                |
|  | ワイルドカード下位        |                           | 1対8の勝者                | 8                         |   |   | A                    |                      |                      |                      |  |  |                |                |
|  |                           |                           |                           |                           |   |   | A                    |                      |                      |                      |  |  |                |                |
|  |                           | 4対5の勝者                |                           |                           | B |   |                      |                      |                      |                      |  |  |                |                |
|  | 地区2位-1                 | 4対5の勝者                |                           |                           | B | 4 |                      |                      |                      |                      |  |  |                |                |
|  | 地区2位-1                 |                           |                           |                           |   | 4 |                      |                      |                      |                      |  |  |                |                |
|  | 地区2位-2                 |                           |                           | 5                         |   |   |                      |                      |                      |                      |  |  |                |                |
|  |                           |                           |                           |                           |   |   |                      |                      |                      |                      |  |  | A対Bの勝者     |                |
|  |                           |                           | C対Dの勝者                |                           |   |   |                      |                      |                      |                      |  |  |                |                |
|  | 地区1位-3                 |                           |                           | 3                         |   |   |                      |                      |                      |                      |  |  |                |                |
|  | 地区2位-3                 |                           |                           | 6                         |   |   |                      |                      |                      |                      |  |  |                |                |
|  | 地区2位-3                 |                           | 3対6の勝者                | 6                         |   |   | C                    |                      |                      |                      |  |  |                |                |
|  |                           |                           |                           |                           |   |   | C                    |                      |                      |                      |  |  |                |                |
|  |                           | 2対7の勝者                |                           |                           | D |   |                      |                      |                      |                      |  |  |                |                |
|  | 地区1位-2                 | 2対7の勝者                |                           |                           | D | 2 |                      |                      |                      |                      |  |  |                |                |
|  | 地区1位-2                 |                           |                           |                           |   | 2 |                      |                      |                      |                      |  |  |                |                |
|  | ワイルドカード上位        |                           |                           | 7                         |   |   |                      |                      |                      |                      |  |  |                |                |

- 準々決勝・準決勝はレギュラーシーズンにおける上位クラブのホームによる2連戦とし、1勝1敗の場合は別の日（原則第2戦の翌日）にフルタイムの第3戦を行い勝者を決定する。
- 第3試合で同点の場合、決着が付くまで延長戦を行う。
- 3位決定戦は行わない。
- ファイナルは2戦先勝。
- 以下は2016-17・2017-18シーズンまでのルールである。
  - 第2試合を終わって1勝1敗の場合、第2試合終了後に5分ハーフの「第3試合（特別ルールあり）」を行っていた。
  - 決勝は中立地での一発勝負とし、そのうえで同点の場合は決着が付くまで延長戦を行う。

Bリーグオールスターゲーム
B2プレーオフ
B2の優勝クラブは、各地区1位と各地区1位以外で最上位のクラブ（ワイルドカード）によるプレーオフで決定する。
- 全試合において、レギュラーシーズンにおける上位クラブのホームによる2連戦とし、1勝1敗の場合は、別の日（原則第2戦の翌日）にフルタイムの第3戦を行い勝者を決定する。
  - 2016-17・2017-18シーズンは、第2試合終了後に5分ハーフの「第3試合（特別ルールあり）」を行っていた（現行のB1チャンピオンシップと同様）。
  - 2016-17シーズンは、決勝および3位決定戦は中立地での一発勝負であった。

- 第3試合で同点の場合、決着が付くまで延長戦を行う。
- 上記のプレーオフは、B1ライセンスの有無に関わらず実施される。

B1・B2間におけるクラブの入れ替え
B2の上位3クラブがいずれもB1ライセンスを所持している場合はB1の下位2クラブがB2に降格、B2の上位2クラブがB1に昇格する。B1の16位とB2の3位とが「B1・B2入れ替え戦（中立地での一発勝負）」を行い、この勝者が翌シーズンのB1に参加する。
- B2上位の順位はB2プレーオフ結果に則る。
- B1下位の順位は年間勝率の下位4クラブが参加する「B1残留プレーオフ（下記）」で決定する。

- 1回戦はレギュラーシーズンにおける上位クラブのホームによる2連戦とし、1勝1敗の場合は第2試合終了後に5分ハーフの「第3試合（特別ルールあり）」を行う。
- 2回戦は中立地での一発勝負とする。
- 第2試合および決勝で同点の場合、決着が付くまで延長戦を行う。

- 下記の取り扱いは、B2の上位3クラブがいずれもB1ライセンスを所持している場合のもの。

- 1回戦の敗者はB2へ降格する（3位決定戦は行わない）。
- 2回戦の勝者はその時点でB1への残留が決まる。敗者は入れ替え戦へ進む。

- B1のクラブのいずれかがB1ライセンス不交付となり、B2以下に降格が決まった場合は、下記のように残留プレーオフが行われる。

- B1ライセンス不交付となったクラブを除いた17クラブの中での下位2クラブによる1回戦のみを行う。通常の残留プレーオフ1回戦と同じく、上位クラブのホームによる2連戦とし、1勝1敗の場合は第2試合終了後に5分ハーフの「第3試合（特別ルールあり）」を行う。
- 敗者はB2へ降格し、勝者は入れ替え戦へ進む。

- B2の上位3クラブのいずれかがB1ライセンスを所持していない場合は、下記のように残留プレーオフ・入れ替え戦が行われる。

- B2の3位がライセンス無しの場合、残留プレーオフ2回戦の結果に関わらず2回戦進出の両クラブが残留（B2の3位決定戦がライセンス有りと無しの対戦の場合、2回戦は実施される。ライセンス無し同士の対戦の場合は2回戦は実施しない）。
- B2の1位または2位がライセンス無しで3位もライセンス無しの場合、残留プレーオフ2回戦は1回戦敗者同士の対戦となり、勝者残留・敗者降格。入れ替え戦は実施せず。
- B2の1位または2位がライセンス無しで3位がライセンス有りの場合、残留プレーオフ2回戦は1回戦敗者同士の対戦となり、勝者は入れ替え戦出場・敗者降格。
- B2の1位と2位両方がライセンス無しで3位がライセンス有りの場合、残留プレーオフ2回戦は1回戦敗者同士の対戦となり、勝者残留・敗者は入れ替え戦出場。
- B2の1位から3位がいずれもライセンス無しの場合、昇降格は行われない。
- B1ライセンスを喪失しB1から自動降格するクラブがある場合、残留プレーオフ勝者を16位、敗者を17位として上記に当てはめる。B2の1位と2位両方がライセンスなしの場合、ライセンスありの最上位クラブが自動昇格となる。

B2・B3リーグ間におけるクラブの入れ替え
B3リーグから推薦されたクラブがBリーグ準加盟かつB2ライセンスを所持している場合に限り、同クラブとB2の最下位とによる「B2・B3入れ替え戦（中立地での一発勝負）」を行い、この勝者が翌シーズンのB2に参加する。
- B1/B2のクラブのいずれかがB2以上のライセンス不交付となりB3への降格が決まった場合

- B2ライセンスを保有するクラブで最上位のクラブがB2に自動昇格する。B2ライセンスを保有するクラブで第2位のクラブが総合3位以内に入っている場合はそのクラブが入れ替え戦に出場する。

天皇杯への出場
- 天皇杯への出場枠については、2017年初の第92回大会については、B1リーグのうち2016-17年シーズン（第1回）の第10節終了時においての各ディビジョン上位4クラブ、合計12クラブ[24] がBリーグ代表として出場する権利が与えられ、それ以外のBリーグ（B3含む）については出場権が付与されなかった。
- 第93回大会は大会が拡大されるのに伴い、B1全クラブが3次ラウンドより、B2全クラブが2次ラウンドより、B3クラブが1次ラウンドよりの出場となった。
- しかし第94回大会はB1全クラブは2次ラウンドからの出場となったが、B2・B3のクラブは出場権が付与されなかった。
- 第95回大会は見直され、B1全クラブとB2前年上位5クラブが2次ラウンドから、B3クラブが1次ラウンドからの出場となった。

### B革新に伴う昇・降格規定の変更
2026-27年度シーズンからの「B.革新」の実施を念頭に置いて、2024-25年度シーズンは上位リーグへの昇格、並びに下位リーグへの降格規定が一部変更された。

#### B1・B2間
- B1・B2間は、自動降格なし、2クラブがB1リーグへの自動昇格とする。このため2025-26年度シーズンはB1は最大26チームで行う（地区分けについては別途協議する）。
  - なおB1への昇格条件は「B1ライセンスを保有し、B2リーグの年間最終順位4位以内、なおかつその中での最終順位上位2クラブ」とする。

#### B2・B3間
- B2・B3間もB1・B2間に準じて、自動降格なし、2クラブがB2リーグへの自動昇格とするが、B3昇格の詳細な条件等については別途B3リーグの主催者側で協議・決定する

### 放送・配信
※2024年10月5日現在

#### 試合中継
| チャンネル/配信サービス               | 放送局/配信元                      | 備考                                                                               |
| ------------------------------------- | ---------------------------------- | ---------------------------------------------------------------------------------- |
| バスケットLIVE                        | バスケットLIVE                     | 2018-19シーズンから配信開始 2016-17シーズン・2017-18シーズンはスポナビライブで配信 |
| NHK総合・BS・ラジオ第1                | 日本放送協会                       |                                                                                    |
| J SPORTS J SPORTSオンデマンド         | J SPORTS                           | 2016-17シーズンから放送開始                                                        |
| バスケットLIVE for Amazon Prime Video | Amazon Prime Videoチャンネル       | 2019-20シーズンから配信開始                                                        |
| U-NEXT                                | U-NEXT                             | 2024-25シーズンから配信開始                                                        |
| BS10                                  | ジャパネットブロードキャスティング | 2024-25シーズンから放送開始                                                        |

#### 関連番組
| 番組名                   | 放送局/配信元  | 備考                        |
| ------------------------ | -------------- | --------------------------- |
| B.WEEK!!リターンズ特別編 | バスケットLIVE |                             |
| B MY HERO!               | スポーツナビ   | 2020-21シーズンから配信開始 |
| 熱血バスケ               | NHK BS         |                             |
| バスケ⭐︎FIVE             | テレビ朝日     |                             |
| Bリーグ全力応援!バスケ魂 | BS10           | 2024-25シーズンから放送開始 |

### 音楽

#### 公式アンセム
| シーズン | 曲名             | アーティスト名 | 備考   |
| -------- | ---------------- | -------------- | ------ |
| 2016-    | BREAK THE BORDER | PKCZ®          | [ 33 ] |

#### 公式テーマソング
| シーズン | 曲名                                           | アーティスト名                       | 備考                                   |
| -------- | ---------------------------------------------- | ------------------------------------ | -------------------------------------- |
| 2016-17  | Take-A-Shot! feat. PKCZ®                       | ShuuKaRen                            | 開幕戦テーマソング                     |
| 2016-17  | 【パラレル･シンクロニシティ】produced by m-flo | ShuuKaRen                            | チャンピオンシップ2016-17 テーマソング |
| 2017-18  | BREAKOUT                                       | FlowBack                             | [ 35 ]                                 |
| 2018-19  | B-THE ONE                                      | SPYAIR                               | [ 36 ]                                 |
| 2019-20  | JAM fo' freedom (SASUKE Remix)                 | 久保田利伸 + SASUKE + RUN THE FLOOR  | [ 37 ]                                 |
| 2020-21  | FIGHT DUB CLUB                                 | ALI feat. J-REXXX, RUEED             | [ 38 ]                                 |
| 2021-22  | Win / Lose                                     | Survive Said The Prophet             | [ 39 ]                                 |
| 2022-23  | Insane（B.LEAGUE Version）                     | 岡崎体育 feat. 木村昴 & アイクぬわら | [ 40 ]                                 |
| 2024-25  | THE BALLERS                                    | SixTONES                             | [ 41 ]                                 |

### 協賛団体
※2024年9月20日現在
| 協賛カテゴリー                           | 社名                                               | 契約年                                                     | 備考                           |
| ---------------------------------------- | -------------------------------------------------- | ---------------------------------------------------------- | ------------------------------ |
| タイトルパートナー                       | りそなグループ                                     | 2024年                                                     | [ 8 ]                          |
| トップパートナー                         | ソフトバンク                                       | 2016年                                                     | [ 42 ] [ 43 ]                  |
| イノベーションパートナー                 | インフロニア・ホールディングス                     | 2024年                                                     | [ 44 ]                         |
| グロースパートナー                       | 電通                                               | 2024年                                                     | [ 45 ]                         |
| パートナー                               |                                                    |                                                            |                                |
| 日本郵便                                 | 2019年                                             | [ 46 ]                                                     |                                |
| カシオ計算機                             | 2016年                                             | オフィシャルタイムキーパー                                 |                                |
| 日本生命保険                             | 2021年                                             | B.LEAGUE FINALS特別協賛 2023年よりB.LEAGUEパートナーに昇格 |                                |
| サポーティング カンパニー                | モルテン                                           | 2016年                                                     | オフィシャルボールサプライヤー |
| サポーティング カンパニー                | 朝日新聞社                                         | 2017年                                                     | [ 49 ]                         |
| サポーティング カンパニー                | 大塚製薬                                           | 2020年                                                     | [ 50 ]                         |
| サポーティング カンパニー                | 乃村工藝社                                         | 2019年                                                     | [ 51 ]                         |
| サポーティング カンパニー                | EY                                                 | 2022年                                                     | [ 52 ]                         |
| サポーティング カンパニー                | エニタイムフィットネス                             | 2023年                                                     | [ 53 ]                         |
| サポーティング カンパニー                | アーシャルデザイン                                 | 2023年                                                     | [ 54 ]                         |
| サポーティング カンパニー                | ストライク                                         | 2024年                                                     | [ 55 ]                         |
| サポーティング カンパニー                | TIS                                                | 2024年                                                     | [ 56 ]                         |
| サポーティング カンパニー                | アルペン                                           | 2024年                                                     | [ 57 ]                         |
| サプライヤー                             | アダストリア                                       | 2023年                                                     | レフェリーウェアサプライヤー   |
| エンタテインメントパートナー             | ソニー・ミュージックエンタテインメント             | 2016年                                                     | [ 33 ]                         |
| オフィシャルコミュニケーションパートナー | LINEヤフー                                         | 2021年                                                     | [ 60 ]                         |
| スポーツ振興パートナー                   | 日本スポーツ振興センター（スポーツくじ〔WINNER〕） | 2022年                                                     |                                |

#### 歴代協賛団体
| 協賛カテゴリー               | 社名                     | 契約期間        | 備考                                   |
| ---------------------------- | ------------------------ | --------------- | -------------------------------------- |
| サポーティング カンパニー    | ぴあ                     | 2016年 - 2022年 | [ 61 ]                                 |
| サポーティング カンパニー    | ハウスメイトパートナーズ | 2019年 - 2022年 | [ 62 ]                                 |
| サポーティング カンパニー    | Yahoo! JAPAN             | 2018年 - 2024年 | [ 63 ]                                 |
| サポーティング カンパニー    | 日本経済新聞社           | 2020年 - 2024年 | [ 64 ]                                 |
| レフェリーウェアサプライヤー | チャンピオン             | 2016年 - 2023年 | 20-21までヘインズブランズ ジャパン名義 |
| オフィシャルICTパートナー    | 富士通                   | 2016年 - 2024年 | [ 注 7 ] [ 67 ]                        |

## 沿革

### 2010年代

#### 2015年（平成27年）
- 4月1日 - JPBLが一般社団法人として設立される。
- 4月3日 - B1・B2およびB3リーグへ参加するクラブの受け付けが始まる。
- 4月28日 - この日までに全47クラブが参加の申請を終えた。
- 6月2日 - 43クラブの初年度からの参加が承認される。和歌山トライアンズは入会を保留され、ライジング福岡、広島ライトニングおよび大分・愛媛ヒートデビルズは同月15日までに各県協会の支援文書を提出するよう求められた。
- 6月15日 - 支援文書の（本来の）提出期限。同日に福岡と大分が支援文書を提出した。
- 6月17日 - 広島ライトニングが仲裁申し立てを取り下げる。JPBLは県協会に再度支援の検討を要望し、最終判断を待って入会の可否を決めるとした。
- 7月16日 - 広島県協会が広島ライトニングへの支援拒否の方針を変更しなかった為、同クラブの入会を承認しないと決める。これにより、初年度に参加するクラブの数が45で確定した。
- 7月30日 - 振り分けの決まった20クラブが発表される。
- 8月21日 - 川淵が、B1の参加クラブ数が18に決定したと明らかにする。
- 8月29日 - 所属先の決まっていなかったクラブの振り分けが発表される。
- 9月13日 - NBL×TKbjリーグ DREAM GAMESに協力する。
- 9月15日 - リーグの正式名称が発表される。大河正明がJPBLのチェアマンに就任する。
- 11月4日 - 選手の年俸規定が決まる。
- 12月2日 - 大会方式が決まる。

#### 2016年（平成28年）
- 1月6日 - 選手登録規定が発表される。
- 2月18日 - 前園真聖が自身のブログで、Bリーグ「特命広報部長」への就任を発表する。
- 3月9日 - 選手統一契約書の導入を決定する。
- 3月10日 - ソフトバンクのトップパートナー（メインスポンサー）就任が決まる。
- 3月18日 - JPBLが公益社団法人に認定される。
- 3月28日 - 日本トップリーグ連携機構への加盟を承認される[68]。
- 4月1日 - JPBLが自由交渉選手リストの公示を始める[69]
- 4月6日 - B1・B2に参加するクラブのチーム名・呼称・略称が発表される[18]。
- 5月11日 - B1・B2に参加するクラブのホームアリーナが発表される[70]。併せて財政支援規定も設けると発表される[71]。
- 5月23日 - B1・B2の試合球が発表される[72]。
- 5月24日 - 初年度におけるB1の開幕戦の要項が発表される。
- 6月1日 - B1、B2の各クラブに配分金が支給されると発表される[73]。
- 6月10日 - 初年度におけるB1・B2の試合日程が発表される[74]。
- 8月14日 - NBAデベロップメント・リーグのトライアウトに選手3人を派遣する[75]。
- 8月24日 - 国立代々木競技場第二体育館で熊本地震復興支援マッチ「がんばるばい熊本 B.LEAGUEチャリティーマッチ」を開催する[76][77]。
- 9月1日 - JBAと合同で事業会社「B.MARKETING株式会社」を設立する[78]。
- 9月4日 - 金沢武士団およびライジングゼファーフクオカのJPBLへの準加盟を承認、埼玉ブロンコスと東京八王子トレインズを継続審議とする[22]。
- 9月7日 - カシオ計算機がオフィシャルタイムキーパーに[79]、ソニー・ミュージックエンタテインメントがエンタテインメントパートナーにそれぞれ決定する[80]。
  - ShuuKaRen『Take-A-Shot! feat. PKCZ®』が「B.LEAGUE 2016-17 SEASON開幕戦テーマソング」に、PKCZ®「BREAK THE BORDER」が「B.LEAGUE公式アンセム」にそれぞれ決定する[81]。
- 9月21日 - 富士通がICTサービスパートナーに決定する[82][83]。
- 9月22日 - B1のレギュラーシーズンが始まる。
- 9月24日 - B2のレギュラーシーズンが始まる。
- 10月5日 - 表彰規定が承認される[84][85]。

#### 2017年（平成29年）
- 1月15日 - 国立代々木競技場第一体育館でBリーグオールスターゲームを開催[86]。
- 3月1日 - 2017-18シーズンより新たに導入されるBリーグクラブライセンスの第1回判定結果を発表[87]。B1ライセンスは20クラブ（B1所属14、B2所属6）、B2ライセンスは6クラブ（B2所属4、準加盟2）に交付された。
- 4月5日 -Bリーグクラブライセンスの交付先を発表。B2だった東京エクセレンスが本拠地の板橋区立小豆沢体育館が要件を満たす事ができなかったため[88]、同じくB2の鹿児島レブナイズも財政面（債務超過）の問題が解決していないとして、この2つのクラブに対するB2ライセンス不交付の判定が確定し、無条件での来期B3またはそれ以下へ降格が決まる。6月8日のBリーグ理事会で2クラブのB3降格が決議された。
- 4月23日 - 2017-18レギュラーシーズン開幕に先立ち、9月1日からトーナメント方式の「Bリーグアーリーカップ」を開催することが発表された。
- 5月7日 - B1・B2のレギュラーシーズン最終戦が行われた[89]。
- 5月27日 - B.LEAGUE FINALS 2016-17が開催され、栃木ブレックスが川崎ブレイブサンダースを、85-79で破って初代リーグ王者に輝いた[90]。
- 6月8日 - 2017-18シーズンのレギュレーションが決定[91]。

### 2020年代

#### 2020年（令和2年）
- 8月25日 - Jリーグと業務提携を結ぶ。Jリーグ内のグループ会社「株式会社Jリーグ」に「B.LEAGUEプロダクション」部門を設置し、試合の公式映像制作を同社に委託する[92]。

#### 2021年（令和3年）
- 10月12日 - Bリーグ理事会で、2026-27シーズン以後のBリーグの改組構想の一環として「B3リーグ」を将来的に同一法人化する方針を決定[93][94]。
- 12月1日 - 東アジアスーパーリーグとパートナーシップ契約を締結[95]。

#### 2022年（令和4年）
- 9月13日 - 2022-23シーズンからスポーツくじが導入されるのに伴い、公正中立やSNS上での誹謗中傷対策の観点から、欠場選手を試合開始20分前までにクラブのSNSで公表することを発表した[96]。

#### 2023年（令和5年）
- 7月27日 - 将来構想の名称を「B.革新」に変更。2026年から使用する新ロゴや、各ディビジョンの名称・概要を発表。

#### 2024年（令和6年）
- 7月1日 - タイトルパートナーがりそなグループに決定し、シーズン名称が「りそなグループ B.LEAGUE 2024-25シーズン」となる。

#### 2025年（令和7年）
- 1月18日 - NBAと戦略的提携に基本合意[97]。

## 歴代大会結果

### B1
| 年度    | チャンピオンシップ  | チャンピオンシップ  | 地区優勝    | 地区優勝  | 地区優勝     |
| 年度    | 総合優勝            | 準優勝              | 東地区      | 中地区    | 西地区       |
| ------- | ------------------- | ------------------- | ----------- | --------- | ------------ |
| 2016-17 | 栃木（1）           | 川崎                | 栃木（1）   | 川崎（1） | 三河（1）    |
| 2017-18 | A東京（1）          | 千葉                | 千葉（1）   | 三河（2） | 琉球（1）    |
| 2018-19 | A東京（2）          | 千葉                | 千葉（2）   | 新潟（1） | 琉球（2）    |
| 2019-20 | ※ポストシーズン中止 | ※ポストシーズン中止 | A東京（1）  | 川崎（2） | 琉球（3）    |
| 2020-21 | 千葉（1）           | 宇都宮              | 宇都宮（2） | ---       | 琉球（4）    |
| 2021-22 | 宇都宮（2）         | 琉球                | 千葉（3）   | ---       | 琉球（5）    |
| 2022-23 | 琉球（1）           | 千葉J               | 千葉J（4）  | 川崎（3） | 琉球（6）    |
| 2023-24 | 広島（1）           | 琉球                | 宇都宮（3） | 三遠（1） | 名古屋D（1） |
| 2024-25 | 宇都宮（3）         | 琉球                | 宇都宮（4） | 三遠（2） | 琉球（7）    |

### B2
| 年度    | プレーオフ           | プレーオフ           | プレーオフ          | 地区優勝      | 地区優勝      | 地区優勝  |
| 年度    | 総合優勝             | 準優勝               | 3位                 | 東地区        | 中地区        | 西地区    |
| ------- | -------------------- | -------------------- | ------------------- | ------------- | ------------- | --------- |
| 2016-17 | 西宮（1）            | 島根                 | 広島                | 群馬（1）     | 西宮（1）     | 島根（1） |
| 2017-18 | 福岡（1）            | 秋田                 | 熊本                | 秋田（1）     | FE名古屋（1） | 福岡（1） |
| 2018-19 | 信州（1）            | 群馬                 | 島根                | 群馬（2）     | 信州（1）     | 熊本（1） |
| 2019-20 | ※ポストシーズン中止  | ※ポストシーズン中止  | ※ポストシーズン中止 | 仙台（1）     | 信州（2）     | 広島（1） |
| 2020-21 | 群馬（1）            | 茨城                 | 越谷                | 群馬（3）     | ---           | 西宮（2） |
| 2021-22 | FE名古屋（1）        | 仙台                 | 香川                | FE名古屋（2） | ---           | 香川（1） |
| 2022-23 | 佐賀（1）            | 長崎                 | 西宮                | A千葉（1）    | ---           | 佐賀（1） |
| 2023-24 | 滋賀（1）            | 越谷                 | A千葉               | A千葉（2）    | ---           | 滋賀（1） |
| 2024-25 | A千葉（1） 富山（1） | A千葉（1） 富山（1） | 信州                | A千葉（3）    | ---           | 福岡（2） |

### 入れ替え
| 2016-17 | 西宮 島根     | 秋田 仙台 | 福岡 金沢   | 東京EX 鹿児島 |
| 2017-18 | 福岡 秋田     | 西宮 島根 | 八王子      | 岩手          |
| 2018-19 | 島根          | 福岡      | 東京EX 越谷 | 八王子 金沢   |
| 2019-20 | 信州 広島     | -         | 佐賀        | 東京EX        |
| 2020-21 | 群馬 茨城     | -         | -           | -             |
| 2021-22 | FE名古屋 仙台 | -         | 長崎 A千葉  | -             |
| 2022-23 | 佐賀 長崎     | 滋賀 新潟 | 岩手 静岡   | 香川 東京Z    |
| 2023-24 | 滋賀 越谷     | 信州 富山 | 福井 鹿児島 | 岩手 新潟     |
| 2024-25 | A千葉 富山    | -         | 横浜EX 岩手 | -             |

## クラブ一覧

### 正会員クラブ
2025-26シーズン
- クラブの表記順は「ホームタウンの全国地方公共団体コード → チーム名の五十音」
- 「加盟年度」 - JPBLに加盟した初年度のシーズン
- 「旧所属」 - Bリーグ開始前年度の2015-16シーズン時点での所属先

| 地域   | チーム名 （呼称）                                                                            | 略称     | カテゴリ ・地区 | ホームタウン （ホームアリーナ）                   | 加盟 年度 | 旧所属     | 備考                                                     |
| ------ | -------------------------------------------------------------------------------------------- | -------- | --------------- | ------------------------------------------------- | --------- | ---------- | -------------------------------------------------------- |
| 北海道 | レバンガ北海道 Levanga Hokkaido                                                              | 北海道   | B1 ・東         | 北海道札幌市 （北海きたえーる）                   | 2016-17   | NBL        |                                                          |
| 東北   | 青森ワッツ Aomori Wat's                                                                      | 青森     | B2 ・東         | 青森県青森市 （カクヒログループスーパーアリーナ） | 2016-17   | TKbjリーグ |                                                          |
| 東北   | 岩手ビッグブルズ Iwate Big Bulls                                                             | 岩手     | B2 ・東         | 岩手県盛岡市 （盛岡タカヤアリーナ）               | 2025-26   | TKbjリーグ | 2019-22, 2024-25は準加盟                                 |
| 東北   | 仙台89ERS Sendai 89ERS                                                                       | 仙台     | B1 ・東         | 宮城県仙台市 （ゼビオアリーナ仙台）               | 2016-17   | TKbjリーグ |                                                          |
| 東北   | 秋田ノーザンハピネッツ Akita Northern Happinets                                              | 秋田     | B1 ・東         | 秋田県秋田市 （CNAアリーナ★あきた）               | 2016-17   | TKbjリーグ |                                                          |
| 東北   | パスラボ山形ワイヴァンズ （山形ワイヴァンズ） Yamagata Wyverns                               | 山形     | B2 ・東         | 山形県天童市 （山形県総合運動公園）               | 2016-17   | NBDL       |                                                          |
| 東北   | 福島ファイヤーボンズ Fukushima Firebonds                                                     | 福島     | B2 ・東         | 福島県郡山市 （宝来屋 ボンズアリーナ）            | 2016-17   | TKbjリーグ |                                                          |
| 関東   | 茨城ロボッツ Ibaraki Robots                                                                  | 茨城     | B1 ・東         | 茨城県水戸市 （アダストリアみとアリーナ）         | 2016-17   | NBL        |                                                          |
| 関東   | 宇都宮ブレックス Utsunomiya Brex                                                             | 宇都宮   | B1 ・東         | 栃木県宇都宮市 （ブレックスアリーナ宇都宮）       | 2016-17   | NBL        | 2018-19まで「栃木ブレックス」                            |
| 関東   | 群馬クレインサンダーズ Gunma Crane Thunders                                                  | 群馬     | B1 ・東         | 群馬県太田市 （OPEN HOUSE ARENA OTA）             | 2016-17   | TKbjリーグ |                                                          |
| 関東   | 越谷アルファーズ Koshigaya Alphas                                                            | 越谷     | B1 ・東         | 埼玉県越谷市 （越谷市立総合体育館）               | 2019-20   | NBDL       | 2018-19は準加盟                                          |
| 関東   | アルティーリ千葉 Altiri Chiba                                                                | A千葉    | B1 ・東         | 千葉県千葉市 （千葉ポートアリーナ）               | 2022-23   | -          | 2021-22は準加盟                                          |
| 関東   | 千葉ジェッツふなばし （千葉ジェッツ） Chiba Jets                                             | 千葉J    | B1 ・東         | 千葉県船橋市 （LaLa arena TOKYO-BAY）             | 2016-17   | NBL        |                                                          |
| 関東   | アルバルク東京 Alvark Tokyo                                                                  | A東京    | B1 ・東         | 東京都江東区 （TOYOTA ARENA TOKYO）               | 2016-17   | NBL        |                                                          |
| 関東   | サンロッカーズ渋谷 Sunrockers Shibuya                                                        | SR渋谷   | B1 ・東         | 東京都渋谷区 （青山学院記念館）                   | 2016-17   | NBL        | 2026-27シーズンより東京都江東区に移転予定                |
| 関東   | 川崎ブレイブサンダース Kawasaki Brave Thunders                                               | 川崎     | B1 ・東         | 神奈川県川崎市 （川崎市とどろきアリーナ）         | 2016-17   | NBL        |                                                          |
| 関東   | 横浜ビー・コルセアーズ Yokohama B-Corsairs                                                   | 横浜BC   | B1 ・東         | 神奈川県横浜市 （横浜国際プール）                 | 2016-17   | TKbjリーグ |                                                          |
| 関東   | 横浜エクセレンス Yokohama Excellence                                                         | 横浜EX   | B2 ・東         | 神奈川県横浜市 （横浜武道館）                     | 2025-26   | NBDL       | 2017-18, 2019-25は準加盟 2019-20まで「東京エクセレンス」 |
| 中部   | 富山グラウジーズ Toyama Grouses                                                              | 富山     | B1 ・西         | 富山県富山市 （富山市総合体育館）                 | 2016-17   | TKbjリーグ |                                                          |
| 中部   | 福井ブローウィンズ Fukui Blowinds                                                            | 福井     | B2 ・東         | 福井県福井市 （福井県営体育館）                   | 2024-25   | -          | 2023-24は準加盟                                          |
| 中部   | 信州ブレイブウォリアーズ Shinshu Brave Warriors                                              | 信州     | B2 ・東         | 長野県長野市 （ホワイトリング）                   | 2016-17   | TKbjリーグ |                                                          |
| 中部   | ベルテックス静岡 Veltex Shizuoka                                                             | 静岡     | B2 ・西         | 静岡県静岡市 （静岡市中央体育館）                 | 2023-24   | -          | 2019-23は準加盟                                          |
| 中部   | 三遠ネオフェニックス San-en Neophoenix                                                       | 三遠     | B1 ・西         | 愛知県豊橋市 （豊橋市総合体育館）                 | 2016-17   | TKbjリーグ |                                                          |
| 中部   | シーホース三河 Seahorses Mikawa                                                              | 三河     | B1 ・西         | 愛知県刈谷市 （ウィングアリーナ刈谷）             | 2016-17   | NBL        |                                                          |
| 中部   | 豊通ファイティングイーグルス名古屋 （ファイティングイーグルス名古屋） Fighting Eagles Nagoya | FE名古屋 | B1 ・西         | 愛知県名古屋市 （名古屋市枇杷島スポーツセンター） | 2016-17   | NBDL       | 2019-20までの呼称は「Fイーグルス名古屋」                 |
| 中部   | 名古屋ダイヤモンドドルフィンズ Nagoya Diamond Dolphins                                       | 名古屋D  | B1 ・西         | 愛知県名古屋市 （IGアリーナ）                     | 2016-17   | NBL        |                                                          |
| 近畿   | 滋賀レイクスターズ （滋賀レイクス） Shiga Lakes                                              | 滋賀     | B1 ・西         | 滋賀県大津市 （滋賀ダイハツアリーナ）             | 2016-17   | TKbjリーグ | 2021-22までの呼称は「滋賀レイクスターズ」                |
| 近畿   | 京都ハンナリーズ Kyoto Hannaryz                                                              | 京都     | B1 ・西         | 京都府全26市町村 （京都市体育館）                 | 2016-17   | TKbjリーグ |                                                          |
| 近畿   | 大阪エヴェッサ Osaka Evessa                                                                  | 大阪     | B1 ・西         | 大阪府大阪市 （おおきにアリーナ舞洲）             | 2016-17   | TKbjリーグ |                                                          |
| 近畿   | 神戸ストークス Kobe Storks                                                                   | 神戸     | B2 ・西         | 兵庫県神戸市 （GLION ARENA KOBE）                 | 2016-17   | NBL        | 2022-23まで「西宮ストークス」                            |
| 近畿   | バンビシャス奈良 Bambitious Nara                                                             | 奈良     | B2 ・西         | 奈良県奈良市 （ロートアリーナ奈良）               | 2016-17   | TKbjリーグ |                                                          |
| 中国   | 島根スサノオマジック Shimane Susanoo Magic                                                   | 島根     | B1 ・西         | 島根県松江市 （松江市総合体育館）                 | 2016-17   | TKbjリーグ |                                                          |
| 中国   | 広島ドラゴンフライズ Hiroshima Dragonflies                                                   | 広島     | B1 ・西         | 広島県広島市 （広島サンプラザホール）             | 2016-17   | NBL        |                                                          |
| 四国   | 愛媛オレンジバイキングス Ehime Orange Vikings                                                | 愛媛     | B2 ・西         | 愛媛県松山市 （松山市総合コミュニティセンター）   | 2016-17   | TKbjリーグ |                                                          |
| 九州   | ライジングゼファーフクオカ （ライジングゼファー福岡） Rizing Zephyr Fukuoka                  | 福岡     | B2 ・西         | 福岡県福岡市 （照葉積水ハウスアリーナ）           | 2017-18   | TKbjリーグ | 2016-17は準加盟                                          |
| 九州   | 佐賀バルーナーズ Saga Ballooners                                                             | 佐賀     | B1 ・西         | 佐賀県佐賀市 （SAGAアリーナ）                     | 2020-21   | -          | 2019-20は準加盟                                          |
| 九州   | 長崎ヴェルカ Nagasaki Velca                                                                  | 長崎     | B1 ・西         | 長崎県長崎市 （HAPPINESS ARENA）                  | 2022-23   | -          | 2021-22は準加盟                                          |
| 九州   | 熊本ヴォルターズ Kumamoto Volters                                                            | 熊本     | B2 ・西         | 熊本県熊本市 （熊本県立総合体育館）               | 2016-17   | NBL        |                                                          |
| 九州   | 鹿児島レブナイズ Kagoshima Rebnise                                                           | 鹿児島   | B2 ・西         | 鹿児島県鹿児島市 （西原商会アリーナ）             | 2024-25   | NBDL       | 2016-17はB2所属 2017-24は準加盟                          |
| 九州   | 琉球ゴールデンキングス Ryukyu Golden Kings                                                   | 琉球     | B1 ・西         | 沖縄県沖縄市 （沖縄サントリーアリーナ）           | 2016-17   | TKbjリーグ |                                                          |

### 準加盟クラブ
- 準加盟クラブは翌シーズンのBリーグクラブライセンスの申請が可能になる。

| 地域 | チーム名                                                            | 略称  | ホームタウン （ホームアリーナ）                             | 承認 年度 | 旧所属     | 備考                              |
| ---- | ------------------------------------------------------------------- | ----- | ----------------------------------------------------------- | --------- | ---------- | --------------------------------- |
| 関東 | さいたまブロンコス The Saitama Broncos                              | 埼玉  | 埼玉県さいたま市・所沢市 （浦和駒場体育館・所沢市民体育館） | 2016-17   | TKbjリーグ | 2019-20まで「埼玉ブロンコス」     |
| 関東 | 東京ユナイテッドバスケットボールクラブ Tokyo United Basketball Club | 東京U | 東京都江東区 （有明アリーナ）                               | 2022-23   | -          |                                   |
| 関東 | 立川ダイス Tachikawa Dice                                           | 立川  | 東京都立川市 （アリーナ立川立飛）                           | 2022-23   | -          |                                   |
| 中部 | 新潟アルビレックスBB Niigata Albirex BB                             | 新潟  | 新潟県長岡市 （アオーレ長岡）                               | 2024-25   | TKbjリーグ | 2023-24まではJPBL正会員           |
| 中部 | 岐阜スゥープス Gifu Swoops                                          | 岐阜  | 岐阜県岐阜市 （OKBぎふ清流アリーナ）                        | 2021-22   | クラブ連盟 |                                   |
| 中国 | トライフープ岡山 Tryhoop Okayama                                    | 岡山  | 岡山県岡山市・津山市 （ジップアリーナ岡山）                 | 2019-20   | -          |                                   |
| 中国 | 山口パッツファイブ Yamaguchi Patsfive                               | 山口  | 山口県宇部市 （俵田翁記念体育館）                           | 2022-23   | -          | 2022-23まで「山口ペイトリオッツ」 |
| 四国 | 徳島ガンバロウズ Tokushima Gambarous                                | 徳島  | 徳島県徳島市 （とくぎんトモニアリーナ）                     | 2023-24   | 社会人連盟 |                                   |
| 四国 | 香川ファイブアローズ Kagawa Fivearrows                              | 香川  | 香川県高松市 （高松市総合体育館）                           | 2016-17   | TKbjリーグ | 2023-24まではJPBL正会員           |

### かつて加盟していたクラブ
| 地域 | チーム名                                           | 略称   | ホームタウン   | 参加 年度 | 降格 年度 | 旧所属     | 備考                                                  |
| ---- | -------------------------------------------------- | ------ | -------------- | --------- | --------- | ---------- | ----------------------------------------------------- |
| 関東 | アースフレンズ東京Z Earthfriends Tokyo Z           | 東京Z  | 東京都大田区   | 2016-17   | 2022-23   | NBDL       |                                                       |
| 関東 | 東京八王子ビートレインズ Tokyo Hachioji Bee Trains | 八王子 | 東京都八王子市 | 2018-19   | 2018-19   | NBDL       | 2020年1月に経営面の問題があり、B.LEAGUE準加盟資格失格 |
| 中部 | 新潟アルビレックスBB Niigata Albirex BB            | 新潟   | 新潟県長岡市   | 2016-17   | 2023-24   | TKbjリーグ |                                                       |
| 四国 | 香川ファイブアローズ Kagawa Fivearrows             | 香川   | 香川県高松市   | 2016-17   | 2022-23   | TKbjリーグ |                                                       |

| 地域 | チーム名                     | 略称 | ホームタウン | 参加 年度 | 降格 年度 | 旧所属     | 備考                                                             |
| ---- | ---------------------------- | ---- | ------------ | --------- | --------- | ---------- | ---------------------------------------------------------------- |
| 中部 | 金沢武士団 Kanazawa Samuraiz | 金沢 | 石川県金沢市 | 2017-18   | 2018-19   | TKbjリーグ | 3期連続で当期純損失を計上したため B2ライセンスが不交付となり降格 |

### 参加を認められなかったクラブ
- 以下の2クラブは、2016-17シーズンへの参加を申請したが認められなかった。

| 地域 | チーム名                             | 都道府県 | 旧所属     | 備考 |
| ---- | ------------------------------------ | -------- | ---------- | --- |
| 近畿 | 和歌山トライアンズ Wakayama Trians   | 和歌山県 | -          | 「クラブが実質的に存在していない」と判断されたため入会不可 現在は地域リーグ所属としてB3リーグ参入を目指している |
| 中国 | 広島ライトニング Hiroshima Lightning | 広島県   | TKbjリーグ | 広島県バスケットボール協会からの支援文書の提出がないため入会不可 その後クラブは活動休止                         |

## クラブの財政
- B1・B2に所属する各クラブに観客動員・日本代表選手の数・SNSの反響などに応じた配分金が支給される[73]。
- 資金不足に陥ったクラブへの財政支援規定を設ける[注 8]。配分金を前倒しで受け取ることもできるようにする[71]。

## 選手
選手契約および登録に関する概要
- 登録できる選手は1クラブにつき10人以上13人以内とする。
  - 出場登録できる選手は10人以上12人以内とする。
  - 最大2名までの「インジュアリーリスト」を設ける。
- 外国籍選手は3名まで、帰化選手またはアジア特別枠（2020-21シーズンより）は1名まで。帰化を申請している選手は外国籍選手として扱う。
  - 尚、下記の場合は日本人扱いとなる。
    - 日本で出生または出育し、日本で義務教育を修了した選手
    - 両親の片方が日本人である選手（日本で義務教育を修了していなくてもよい）
- 上記登録枠とは別に、特別指定選手を2名まで登録できる。
  - 特別指定選手は、前シーズンの4月1日時点で22歳未満かつ日本国籍を有する選手とする。
- 上記登録枠とは別に、ユース育成特別枠選手を2名まで登録できる（2022-23シーズンより）。
  - ユース育成特別枠選手は、自クラブのBユース（U15/U18）に所属中で、前シーズンの4月1日時点で満18歳の誕生日を迎えておらず、日本国籍を有し、所属中のBユースチーム（U15/U18）へのTeam JBAの選手登録が3ヶ月以上である選手とする。なお、Bリーグ独自のルールの為、天皇杯などJBA開催の大会では導入されない[100]。
- 「オンザコート（同時に出場できる外国籍選手・帰化選手の人数）」ルールを導入する[19][101]。クォーター毎の外国籍選手の人数枠パターンを0・1・2のいずれかに設定する。
  - B1・B2 - 2018-19シーズンからルールが変更されオンザコートは各クォーター2名常時出場可能さらに帰化選手も1名常時出場可能
- 選手の最低年俸はB1では300万円、B2では240万円とする。
  - B1・B2とも、新人選手の年俸上限は460万円[注 9]とする。
- トレード
  - Bリーグはトレード制度を導入していない。| [icon] | この節の加筆が望まれています。 |

## 審判
- 審判はJBA公認S級審判ライセンス[注 10]を保有する者に限定する[102][103]。
- ビデオ判定の導入を検討する[104]。活用は審判員が、試合の行方を左右するようなプレーの確認に限られ、選手・コーチなどにビデオ判定の請求権はない[105]。
- 2017-18シーズン以降、審判員への提訴を禁止する[106]。
- 2022-23シーズンより、チャレンジ制度を導入。B1でのみヘッドコーチが各試合1度だけ行使可能[107]。

## 育成大会

### U18
- BリーグU18リージョナルリーグ
- BリーグU18チャンピオンシップ
- BリーグU18エリート6リーグ
- BリーグU18インターナショナルカップ

### U15
- BリーグU15チャレンジカップ
- BリーグU15チャンピオンシップ

## B.革新
2021年7月1日、B.LEAGUEが発足して10周年となる2026年シーズンに向けた将来構想のサイトが開設された。これは6月22日に発表されたもので、新しいB.LEAGUEの将来構想は国内プロスポーツ全体の発展を牽引することを目的とし、「毎試合満員」、「毎日B.LEAGUE開催」、「真のアリーナエンタメ」を目標とし、「国内外の有望な選手がプレーする高いレベルの環境」、「世界基準の競技力を誇り、国際大会でも活躍するクラブの誕生」を実現し、やがてNBAに次ぐ、世界第2位のリーグを目指している。

### ビジョン
| ファン     | 快適な観戦環境 質の高いエンターテイメントの享受                         |
| 地域       | 交流人口増による地域活性 地域課題解決                                   |
| 選手       | 待遇・環境の向上 多くの観客の前でプレーすることによるモチベーション向上 |
| 子供達     | 憧れを抱く選手の輩出 育成世代のプレー環境整備                           |
| パートナー | パートナーの事業への貢献 新たなエンターテイメントの共同開発             |
| クラブ     | 長期的な成長戦略 人材への投資、働く環境の整備                           |

リーグが長期的に成長し、関わる人々が幸せにする存在を目指すため、クラブが地域活動に投資できる経営力をつけることが不可欠。リーグの将来構想により、クラブは長期的視野で成長のための投資を行うことが可能となり、アリーナ計画の推進につながるとともに、地域活性や社会課題解決にも取り組みやすくなる。
現行の制度のもとでは、高いレベルで事業・競技を両立し順調に成長するクラブが現れる一方で、昇降格リスクがあるためチーム投資が優先されてしまい、事業投資がままならないクラブも多く存在する。新制度はより高いレベルで事業力・競技力の拮抗を図るための「基準の引き上げ」、事業投資ができる環境を整え安定的な成長を促すための「昇降格の撤廃」により、クラブがより一層、事業にフォーカスできる環境を作る。

### フォーマット
クラブが事業投資ができる環境を整え安定的な成長を促すため、B.LEAGUE PREMIERは単年度の競技成績による昇降格を廃止し、エクスパンション型のリーグへ移行する。またB.LEAGUE PREMIERのクラブ数には上限がなく、基準を満たしたクラブは2027年以降も順次、参入が可能である。なお、2026年シーズン開幕時は原則最大18クラブを想定している。
こうした制度のもとで、クラブは長期的視野で成長のための投資を行うことが可能となり、アリーナ計画の推進につながるともに、地域活性や社会課題解決にも取り組みやすくなる。また、B1・B2とB3で分かれているリーグ運営法人を将来構想においては一本化し、B.LEAGUE PREMIERからB.LEAGUE NEXTまでが一体のプロリーグとして発展を目指す。

#### 新B.LEAGUEの階級構造
| リーグ           | 概要                                          | 各ディビジョンのクラブが目指す姿 |
| ---------------- | --------------------------------------------- | --- |
| B.LEAGUE PREMIER | 地域・日本を代表し、 世界と伍する“輝く”リーグ | 世界基準の競技力・アリーナエンターテイメント 地域活性の中心 ビジネスのグローバル化（世界市場・アリーナ） 世界標準の経営力（20億~30億円の売上、20%以上の利益率・投資力） |
| B.LEAGUE ONE     | 地域に根差し、 世界と戦う準備をするリーグ     | 地域において普及・地域活性・社会課題解決ができている 現行のB1上位クラブと同等の経営力（8-10億円） 結果、アリーナや投資の機運を高め、新B1への挑戦準備ができている        |
| B.LEAGUE NEXT    | プロ水準のリーグ                              | 安定した経営ができるプロクラブ（経営安定、地域貢献） クラブビジネスの基盤を築く（スポンサー、ファンベース） いつでも新B1・新B2に昇格できる経営力をつける                |

### レギュレーション
クラブが地域に貢献し、成長を続けるための要件は「入場者数」（事業の基盤）・「売上」（事業投資の裏付け）・「アリーナ」（成長の原動力）の3つであり、その基準を超えたクラブによる切磋琢磨で日本のバスケを盛り上げる。そして、その門戸は常に開いており、クラブがそれぞれの計画に沿ってB.LEAGUE PREMIERを目指せるスタイルとなっている。
B.LEAGUE PREMIERライセンスでは、売上基準が12億円に引き上げられるとともに（現行のB1は3億円）、新設アリーナ基準では、ハード面（スイートルームなど）、ソフト面（試合日設定など）の両方において、現行基準にない項目に加えて、また現行制度ではライセンス基準に含まれていない入場者数基準が新たに設けられる。

#### スケジュール
B.LEAGUE PREMIERの入会審査は2024年から、B.LEAGUE ONE、B.LEAGUE NEXTの入会審査は2025年から毎年実施。新B.LEAGUE開幕後も、上位のディビジョンに参入する可能性もある。

#### 入会基準
B.LEAGUE PREMIERだけではなく、B.LEAGUE ONE、B.LEAGUE NEXTのクラブライセンス基準も引き上げる。B.LEAGUE NEXTも完全プロリーグに移行し、新Bリーグ全体が事業力を高め、地域や競技に還元できる制度になる。
| リーグ           | 入場者数 | 売上基準 | アリーナ基準                     |
| ---------------- | -------- | -------- | -------------------------------- |
| B.LEAGUE PREMIER | 4,000名  | 12億円   | 新設アリーナ基準充足 5,000席など |
| B.LEAGUE ONE     | 2,400名  | 4億円    | 現B1基準充足 3,000席など         |
| B.LEAGUE NEXT    | -        | 2億円    | 現B2基準充足 3,000席など         |

審査は段階的に行われ、段階によって、またNEW B.LEAGUE開幕前と開幕後によって審査基準が変動する項目がある。

##### B.LEAGUE PREMIER入会審査
1次審査（2024年10月）
- 平均入場者数が2期連続4000人以上（2022-23シーズンおよび2023-24シーズンが対象）、売上高が2期連続12億円以上（2022年および2023年度が対象）[113]

2次審査（2024年10月）
- 平均入場者数が1期4000人以上（2023-24シーズンが対象）、売上高が1期12億円以上（2023年度が対象）[113]

3次審査（2024年10月）
- 平均入場者数が1期4000人以上、売上高が1期9億円以上 あるいは 平均入場者数が1期3000人以上、売上高が1期12億円以上[113]

4次審査（2024年12月）
- 平均入場者数が1期4000人以上、売上高が1期12億円以上[113]

アリーナに関して
- いずれの審査でもアリーナは5000席且つスイートルーム等を兼ね備えたB.LEAGUE PREMIER基準が必要（新設・既存施設の改修問わず2028-29シーズンの開幕までに使用可能であること）[113]
- 対象シーズンの2年前にカーディング（試合等のスケジュール）編成を行うための必要日数の確保

##### 入会後の審査
入会後も毎年、入会時同様の基準に沿った審査を実施し、継続的な審査を行うことで、永続的に地域に貢献できるクラブとなれる仕組みを構築する。
また、複数年の基準未達があった場合には下位ディビジョンへの降格となる。
- B.LEAGUE PREMIERは3期連続で基準が達成できなかった場合
- B.LEAGUE ONEは2期連続の基準が達成できなかった場合

さらに、資金繰り等に重大な問題がある場合には3期または2期未達でなくても降格する場合もある。

#### 2026-27シーズン B.LEAGUE PREMIER参入クラブ
2024年10月17日に1次審査、2次審査、3次審査の結果発表が、12月19日と26日に4次審査の結果発表があり、以下の26クラブがB.LEAGUE PREMIER参入を決めた。内訳は2024-2025シーズン現在でのB1所属22チーム、B2所属4チームである。一方B1に所属しているクラブのうちファイティングイーグルス名古屋は2023-24シーズンでの平均入場者数が基準をクリアできなかったため、越谷アルファーズも2022-23シーズン、 2023-24シーズンにおけるライセンス審査基準を満たしていないため、初年度のライセンス審査申請を断念している。
| 地区 | チーム名                                              | 略称    | ホームタウン   | ホームアリーナ                     | 2024-25所属 | 備考    |
| ---- | ----------------------------------------------------- | ------- | -------------- | ---------------------------------- | ----------- | ------- |
| 東   | レバンガ北海道Levanga Hokkaido                        | 北海道  | 北海道札幌市   | 北海きたえーる(改修)               | B1 ・東     | 2次審査 |
| 東   | 仙台89ERSSendai 89ERS                                 | 仙台    | 宮城県仙台市   | ゼビオアリーナ仙台(改修)           | B1 ・東     | 2次審査 |
| 東   | 秋田ノーザンハピネッツAkita Northern Happinets        | 秋田    | 秋田県秋田市   | 新秋田県立体育館(新設)             | B1 ・東     | 4次審査 |
| 東   | 茨城ロボッツIbaraki Robots                            | 茨城    | 茨城県水戸市   | アダストリアみとアリーナ(改修)     | B1 ・東     | 4次審査 |
| 東   | 宇都宮ブレックスUtsunomiya Brex                       | 宇都宮  | 栃木県宇都宮市 | ブレックスアリーナ宇都宮(改修)     | B1 ・東     | 1次審査 |
| 東   | 群馬クレインサンダーズGunma Crane Thunders            | 群馬    | 群馬県太田市   | OPEN HOUSE ARENA OTA               | B1 ・東     | 2次審査 |
| 東   | アルティーリ千葉Altiri Chiba                          | A千葉   | 千葉県千葉市   | 千葉ポートアリーナ(改修)           | B2 ・東     | 2次審査 |
| 東   | 千葉ジェッツChiba Jets                                | 千葉J   | 千葉県船橋市   | LaLa arena TOKYO-BAY               | B1 ・東     | 1次審査 |
| 東   | アルバルク東京Alverk Tokyo                            | A東京   | 東京都江東区   | TOYOTA ARENA TOKYO(新設)           | B1 ・中     | 1次審査 |
| 東   | サンロッカーズ渋谷Sunrockers Shibuya                  | SR渋谷  | 東京都江東区   | TOYOTA ARENA TOKYO(新設・共同使用) | B1 ・中     | 2次審査 |
| 東   | 川崎ブレイブサンダースKawasaki Brave Thunders         | 川崎    | 神奈川県川崎市 | 新とどろきアリーナ(新設)           | B1 ・中     | 1次審査 |
| 東   | 横浜ビー・コルセアーズYokohama B-Corsairs             | 横浜BC  | 神奈川県横浜市 | 横浜BUNTAI                         | B1 ・中     | 2次審査 |
| 東   | 富山グラウジーズToyama Grouses                        | 富山    | 富山県富山市   | YKK AP ARENA(改修)                 | B2 ・東     | 3次審査 |
| 西   | 信州ブレイブウォリアーズShinshu Brave Warriors        | 信州    | 長野県長野市   | ホワイトリング(改修)               | B2 ・東     | 2次審査 |
| 西   | 三遠ネオフェニックスSan-en Neophoenix                 | 三遠    | 愛知県豊橋市   | 多目的屋内施設(新設)               | B1 ・中     | 2次審査 |
| 西   | シーホース三河Seahorses Mikawa                        | 三河    | 愛知県刈谷市   | 三河安城交流拠点(新設)             | B1 ・中     | 3次審査 |
| 西   | 名古屋ダイヤモンドドルフィンズNagoya Diamond Dolphins | 名古屋D | 愛知県名古屋市 | IGアリーナ(新設)                   | B1 ・西     | 2次審査 |
| 西   | 滋賀レイクスShiga Lakes                               | 滋賀    | 滋賀県大津市   | 滋賀ダイハツアリーナ(改修)         | B1 ・西     | 3次審査 |
| 西   | 京都ハンナリーズKyoto Hannaryz                        | 京都    | 京都府京都市   | 京都アリーナ(新設)                 | B1 ・西     | 4次審査 |
| 西   | 大阪エヴェッサOsaka Evessa                            | 大阪    | 大阪府大阪市   | おおきにアリーナ舞洲(改修)         | B1 ・西     | 4次審査 |
| 西   | 神戸ストークスKobe Storks                             | 神戸    | 兵庫県神戸市   | GLION ARENA KOBE(新設)             | B2 ・西     | 3次審査 |
| 西   | 島根スサノオマジックShimane Susanoo Magic             | 島根    | 島根県松江市   | 松江市総合体育館(改修)             | B1 ・西     | 2次審査 |
| 西   | 広島ドラゴンフライズHiroshima Dragonflys              | 広島    | 広島県広島市   | 広島グリーンアリーナ(改修)         | B1 ・西     | 2次審査 |
| 西   | 佐賀バルーナーズSaga Balooners                        | 佐賀    | 佐賀県佐賀市   | SAGAアリーナ                       | B1 ・西     | 2次審査 |
| 西   | 長崎ヴェルカNagasaki Velca                            | 長崎    | 長崎県長崎市   | HAPPINESS ARENA                    | B1 ・西     | 3次審査 |
| 西   | 琉球ゴールデンキングスRyukyu Golden Kings             | 琉球    | 沖縄県沖縄市   | 沖縄サントリーアリーナ             | B1 ・西     | 1次審査 |

ホームアリーナの項目の「新設」は2024年12月時点で未竣工、「改修」は2024年12月時点でB.LEAGUE PREMIERでのアリーナ仕様に未改修のものである。

##### B.LEAGUE PREMIER参入に関する補足
1. ↑  レバンガ北海道は2023-24シーズンの平均入場者数が4,617名、2023年度の売上が約14.5億円で2次審査の条件を達成。ホームアリーナについては札幌市と検討してきた新たな体育館の整備計画がとん挫し、施設を所有する北海道庁の許可のもと、「北海きたえーる」を改修する方針に一本化。スイートルームやラウンジの新設、動線設備などを行い、2028-29シーズンの開幕までの竣工を目指すとしている。改修費用約2億円はレバンガが全額負担する方針。[118]
2. ↑  仙台89ERSは2023-24シーズンの平均入場者数が4,373名、2023年度の売上が約12.1億で2次審査の条件を達成。ホームアリーナの「ゼビオアリーナ仙台」は2024年9月よりB.LEAGUE PREMIER基準を含めた多目的アリーナとしての機能向上のため改修を行い、2025年7月リニューアルオープンを予定している。
3. ↑  秋田ノーザンハピネッツは2023-24シーズンの平均入場者数が4,342名、2023年度の売上が14.5億円で4次審査の条件を達成。新ホームアリーナとなる予定の秋田県立体育館は老朽化のため、「新県立体育館」を秋田市八橋運動公園内に移設する方針。資材価格や人件費の高騰の影響で施設の整備・運営事業者を決める入札が不調に終わっていたが、第4次審査の時点で秋田県が追加の施設整備費を増額し、再入札を実施した。事業費の予定価格は約364億3500万円となっている。[119]
4. ↑  茨城ロボッツは2023-24シーズンの平均入場者数が4,619名、株式会社いばらきスポーツタウン・マネジメントと合わせた2023年連結等売上高は約13.5億円（うち茨城ロボッツ単体では11.8億円）[120] で4次審査の条件を達成。ホームアリーナの「アダストリアみとアリーナ」はスイートルームの新設、既存席を改修しラウンジシートを備えるほかトイレが増設される。改修費は5億～6億円と見込まれ、その半額はロボッツが負担する方針。改修は25年度中の予定で、26年4月からの利用を目指す[121]。
5. ↑  宇都宮ブレックスは平均入場者数が2022-23シーズンは4,165名、2023-24シーズンは4,742名。売上は2022年度が約18.0億円、2023年度が約24.1億円で1次審査の条件を達成。ホームアリーナは新アリーナの建設を進めているが建築費の高騰などの影響で計画策定が困難となったため、現在の「ブレックスアリーナ宇都宮」を改修し、VIP専用設備、物販スペースの新設とトイレの増設を行う方針で申請した。改修費用3億円は市が負担する。B.LEAGUE PREMIER参入後も新アリーナ計画は継続される。[122]
6. ↑  群馬クレインサンダーズは2023-24シーズンの平均入場者数が5,244名、2023年度の売上が約20.1億円で2次審査の条件を達成。2023-24シーズンから2023年4月に竣工したB PREMIER基準のアリーナ「OPEN HOUSE ARENA OTA」を使用している。
7. ↑  アルティーリ千葉は2023-24シーズンの平均入場者数が5,005名、2023年度の売上が約15.4億円で2次審査の条件を達成。ホームアリーナである「千葉ポートアリーナ」は改修に入り2026年10月のシーズン開幕を目途に使用開始予定。一方で「千葉ポートアリーナ」は築30年以上経過しており老朽化が課題となっていることから、幕張海浜公園に新アリーナを建設する計画も進めている。[123]
8. ↑  千葉ジェッツは平均入場者数が2022-23シーズンは4,509名、2023-24シーズンは4,634名。売上は2022年度が約25.1億円、2023年度が約30.6億円で1次審査の条件を達成。2024年4月に竣工したB PREMIER基準のアリーナ「LaLa arena TOKYO-BAY」を2024-2025シーズンより使用している。
9. 1 2  アルバルク東京は平均入場者数が2022-23シーズンは6,065名、2023-24シーズンは6,012名。売上は2022年度が約27.0億円、2023年度が約32.2億円で1次審査の条件を達成。2025-26シーズンよりホームアリーナが新設される「TOYOTA ARENA TOKYO」になるため、ホームタウンを東京都渋谷区から江東区に変更する。サンロッカーズ渋谷は2023-24シーズンの平均入場者数が4,456名、2023年度の売上が約20.7億円で2次審査の条件を達成。B.LEAGUE PREMIERが始まる2026-27シーズンより「TOYOTA ARENA TOKYO」をアルバルク東京と共同使用することを発表。このシーズンからホームタウンを東京都渋谷区から江東区に変更し、チーム名も変更される。[124]
10. ↑  川崎ブレイブサンダースは平均入場者数が2022-23シーズンは4,511名、2023-24シーズンは4,559名。売上は2022年度が約21.8億円、2023年度が約21.3億円で1次審査の条件を達成。京急川崎駅隣接地に民設民営のアリーナシティ建設を進めており、当初はこのアリーナをもってライセンスを申請する予定だったが、人員不足の影響で開業が2030年10月以降となるため、川崎市が進める等々力緑地再編整備によって2028年10月に開業予定の「新とどろきアリーナ（仮称）」を暫定的にホームアリーナとして申請している[125]
11. ↑  横浜ビー・コルセアーズは2023-24シーズンの平均入場者数が4,799名、2023年度の売上が約21.0億円で2次審査の条件を達成。B.LEAGUE PREMIER参入の2026年にホームアリーナを現在の「横浜国際プール」から「横浜BUNTAI」に移動する。[126]
12. ↑  富山グラウジーズは2023-24シーズンの平均入場者数が4,180名、2023年度の売上が約9.3億円で3次審査の条件を達成。ホームアリーナである「富山市総合体育館」は2025年4月より改修工事を行い客席の増設およびスイートルームやラウンジの新設を行う。リニューアルオープンは2026年10月で、開業と同時に愛称を命名権による「YKK AP ARENA」とする。[127]
13. ↑  信州ブレイブウォリアーズは2023-24シーズンの平均入場者数が4,291名、2023年度の売上が約12.6億円で2次審査の条件を達成。ホームアリーナの「ホワイトリング」はスイートルームやラウンジの設置、トイレの基準数を満たす改修を試合の開催に支障とならないよう2027年11月まで行うとしている。[128]
14. ↑  三遠ネオフェニックスは2023-24シーズンの平均入場者数が4,236名、2023年度の売上が約16.6億円で2次審査の条件を達成。ライセンス交付の条件の一つであるアリーナに関しては豊橋公園内に"多目的屋内施設"を新設する計画を提出しているが、2024年11月の豊橋市長選でアリーナ整備計画に反対を表明した候補が当選し、業者との契約解除の動きを進めている。島田慎二チェアマンは「新アリーナの契約が破談になった場合、ライセンスは取り消しになる。」との見解を示したうえで「状況を見守るしかない」としている[129]。その後「初年度（2026-27シーズン）の参戦は認める」と明言した[130]。なお豊橋市のアリーナ建設をめぐる是非は建設費の高騰や交通渋滞、防災上の懸念[131] などから市長選での争点の一つにもなっており、歴代市長の方針も変遷をたどっている。詳細は佐原光一、浅井由崇、長坂尚登の項目も参照のこと。
15. ↑  シーホース三河は2023-24シーズンの平均入場者数が3,443名、2023年度の売上が約21.1億円で3次審査の条件を達成。ホームアリーナとして三河安城駅近くのアイシン安城工場跡地（三河安城交流拠点）に新アリーナを建設予定。建設業界の人手不足により当初は2026年10月竣工予定が2026年1月着工、2028年3月竣工にずれ込んだ。シーホース三河を中心とした「三河安城交流拠点建設募金団体」によって建設後、安城市に寄贈（負担付寄附による建設）。アリーナの維持管理・運営はシーホース三河が中心となって設立されるアリーナ運営会社が行う[132]
16. ↑  名古屋ダイヤモンドドルフィンズは2023-24シーズンの平均入場者数が5,190名、2023年度の売上が約20.7億円で2次審査の条件を達成。2025年3月竣工、7月開業予定の愛知国際アリーナ（IGアリーナ）を新たなホームアリーナとして申請している。
17. ↑  滋賀レイクスは2023-24シーズンの平均入場者数が3,560名、2023年度の売上が約12.8億円で3次審査の条件を達成。ホームアリーナの「滋賀ダイハツアリーナ」は開業が2022年12月と新しいがB PREMIER基準を満たしていない。このため、2026-27シーズン終了後～2027-28シーズン開幕前の間で改修し、アウェーゴール裏2階席がVIPラウンジやスイートルームとなるほか、トイレなどの設備も増設する。[133]
18. ↑  京都ハンナリーズは2023-24シーズンの平均入場者数が4,345名、2023年度の売上が約14.1億円で4次審査の条件を達成。京都向日町競輪場の余剰エリアを活用して進められている約9300人規模の「京都アリーナ(仮称)」をホームアリーナとして申請している。事業費は348億円で2028年10月に開業予定。整備・運営には伊藤忠商事を代表とする10社で構成する企業グループが選定されている[134]
19. ↑  大阪エヴェッサは2023-24シーズンの平均入場者数が4,716名、2023年度の売上が約17.5億円で4次審査の条件を達成。4次審査の時点で大阪府下で進んでいたアリーナを新設する計画が直前で大幅に遅れる見込みになり、急遽現在のホームアリーナである「おおきにアリーナ舞洲」を改修し、スイートルームの新設、ラウンジの拡張、トイレの様式化を行う方針で申請した[135]
20. ↑  神戸ストークスは2023-24シーズンの平均入場者数が3,047名、2023年度の売上が約12.1億円で3次審査の条件を達成。2025年4月開業の「GLION ARENA KOBE」を新たなホームアリーナとする。
21. ↑  島根スサノオマジックは2023-24シーズンの平均入場者数が4,230名、2023年度の売上が約17.9億円で2次審査の条件を達成。現在のホームアリーナである「松江市総合体育館」を改修し、観客席5000席以上の確保、スイートルームやラウンジの新設、トイレ増設、飲食施設設置のほか、全館LED化、テニス場、野球場、駐車場の活性化を行う。事業費は約42億円。完成は2026年8月を予定している。[136]
22. ↑  広島ドラゴンフライズは2023-24シーズンの平均入場者数が4,618名、2023年度の売上が約18.3億円で2次審査の条件を達成。2030年シーズンの開幕までを目途に新たなアリーナの建設を検討している一方、B.LEAGUE PREMIERに初年度から参入するため、現在の「広島グリーンアリーナ」を改修し、スイートルームやラウンジを新設する方針で申請した。改修費用およそ3億円はクラブが全額負担し、B.LEAGUE PREMIER参入後は暫定的に5シーズン、広島グリーンアリーナを使用する見込みである[137]
23. ↑  佐賀バルーナーズは2023-24シーズンの平均入場者数が5,061名、2023年度の売上が約12.5億円で2次審査の条件を達成。2023-24シーズンから2023年5月に開業したB PREMIER基準のアリーナ「SAGAアリーナ」をホームアリーナとして使用している。
24. ↑  長崎ヴェルカは2023-24シーズンの平均入場者数が3,630名、2023年度の売上が約12.7億円で3次審査の条件を達成。2024-25シーズンから2024年10月に開業したB PREMIER基準のアリーナ「HAPPINESS ARENA」をホームアリーナとして使用している。
25. ↑  琉球ゴールデンキングスはは平均入場者数が2022-23シーズンは6,823名、2023-24シーズンは7,746名。売上は2022年度が約23.8億円、2023年度が約30.6億で1次審査の条件を達成。2021年に開業したB PREMIER基準のアリーナ「沖縄アリーナ」を2021-2022シーズンよりホームアリーナとして使用している。2025年2月に命名権取得により「沖縄サントリーアリーナ」に愛称を変更した。